# Sandalus porosus
Sandalus porosus är en skalbaggsart som beskrevs av Leconte 1868. Sandalus porosus ingår i släktet Sandalus och familjen Rhipiceridae. Inga underarter finns listade i Catalogue of Life.